# لطائف المعارف فيما لمواسم العام من الوظائف
لطائف المعارف فيما لمواسم العام من الوظائف هو كتاب يبحث في فضائل الشهور والايام والآيات والأحاديث الواردة في فضلها، ألفه الحافظ ابن رجب الحنبلي (736 هـ - 795 هـ)، بحث المؤلف في كتابه عن فضائل الشهور والايام والآيات والأحاديث الواردة في فضلها، وكيفية اعتنائها بالعبادة لله سبحانه وتعالى مثل شهر رمضان ونصف شعبان ويوم عاشوراء وايام العيد وليلة القدر وغير ذلك من شهور وايام السنة المباركة.
قال ابن رجب في مقدمة الكتاب:
| لطائف المعارف فيما لمواسم العام من الوظائف | وقد استخرت الله في أن أجمع في هذا الكتاب وظائف شهور العام وما يختص بالشهور ومواسمها من الطاعات، كالصلاة والصيام والذكر والشكر وبذل الطعام وإفشاء السلام، وغير ذلك من خصال البررة الكرام، ليكون ذلك عونا لنفسي ولإخواني على التزود للمعاد، والتأهب للموت قبل قدومه والاستعداد | لطائف المعارف فيما لمواسم العام من الوظائف |

## وصلات خارجية
- تحميل لطائف المعارف المكتبة الوقفية
- تحميل لطائف المعارف المكتبة الشاملة